# 1er avril 1982
Le jeudi 1er avril 1982 est le 91e jour de l'année 1982.

## Naissances
- Andreas Thorkildsen, athlète norvégien, spécialiste du lancer du javelot
- Andy Miller, joueur de rugby à XV écossais
- Catherine Cuenca, écrivaine française
- Erik Daniels, joueur de basket-ball américain
- Giovani Segura, boxeur mexicain
- Gunnar Heidar Thorvaldsson, joueur de football islandais
- Huguette Tiegna, femme politique française
- Juan Antonio Rodríguez Villamuela, footballeur espagnol
- Mireille Gagné, auteure, poète et nouvelliste canadienne
- Monuma Constant Jr., joueur de football haïtien
- Róbert Vittek, joueur de football slovaque
- Romain Kremer, styliste français
- Sam Huntington, acteur américain
- Stefan Pieper, sauteur à ski allemand
- Vytautas Kaupas, coureur cycliste lituanien
- Zhang Xiaoping, boxeur chinois

## Décès
- Georges Marolleau (né le 9 juin 1901), prêtre français
- Karin Petersen (née le 27 mars 1945), actrice
- Miguel Espinosa (né le 4 octobre 1926), écrivain espagnol
- Paul Lacave-Laplagne-Barris (né le 24 octobre 1881), personnalité politique française
- René Richard (né le 1er décembre 1895), peintre suisse
- Xu Fuguan (né le 31 janvier 1904), philosophe chinois

## Événements
- Sortie du film américain Frère de sang